# Kłecko
Kłecko és una ciutat de Polònia, es troba al voivodat de Gran Polònia, a 16 km al nord-oest de Gniezno i a 44 km al nord-est de Poznań, la capital de la regió. El 2016 tenia 2.647 habitants.